# Reply 1994
Reply 1994 (en hangul, 응답하라 1994; romanización revisada, Eungdapara 1994)  es una serie de televisión surcoreana de 2013 protagonizada por Go Ara, Jung Woo, Yoo Yeon-seok, Kim Sung-kyun, Son Ho-jun, Baro, Min Do-hee, Sung Dong-il, y Lee Il-hwa. Se emitió a través de TVN  los viernes y sábados a las 21:55 a partir del 18 de octubre hasta el 28 de diciembre de 2013 finalizando con 21 episodios
Escrita por Lee Woo-jung y dirigida por Shin Won-ho, 1994 es la segunda de la serie Reply El episodio final obtuvo una calificación de 11.509%, haciéndola una de las series de televisión con los mejores niveles de audiencia en la historia emitida a través de la señal de cable.

## Sinopsis
Ambientada en 1994, seis universitarios provenientes de distintas provincias de Corea del Sur (como Jeolla, Chungcheoen y Gyeongsang ) viven juntos en una casa estudiantil de Sinchon, Seúl, la cual es administrada por una pareja con una hija llamada Sung Na-jung.
Como su predecesora Reply 1997 el drama no sigue una línea narrativa estando entre el lejano 1994 y el moderno 2013 haciendo al televidente suponer que uno de los huéspedes se convirtió en el esposo de Na-jung. La serie sigue los eventos de la cultura pop que sucedieron entre 1994 y los años posteriores, incluyendo al emergente K-pop y a la Liga de Basketball Coreano. Los nombres de los chicos se revelaron posteriormente para evitar los espoilers aunque ellos suelen llamarse solo con sus apodos, listados a continuación.

## Elenco
- Go Ara como Sung Na-jung.[12][13][14][15][16][17]
- Jung Woo es "Sseureki" (significa basura o desecho).[9]
- Yoo Yeon-seok es "Chilbong" (significa "Siete fuera").[18]
- Kim Sung-kyun es "Samcheonpo" (referencia ha su pueblo natal)[19]
- Son Ho-jun es "Haitai" (en aluvión al jugador Haitai Tigers).[20][21]
- Baro es "Binggeure" (significa "Sonrie"; referencia al jugador Binggrae Eagles).[22]
- Do-hee es Jo Yoon-jin.
- Sung Dong-il es Sung Dong-il.
- Lee Il-hwa es Lee Il-hwa.

### Personajes secundarios
- Kim Won-hae como el padre de Sseureki.
- Yoon Jong-hoon como Kim Ki-tae.
- Lee Bong-ryun como la compañera de clases de Sung Na-jung.

### Apariciones especiales
- Heo Sung-tae como el ayudante del alcalde de Samcheonpo (ep. #10).
- Jo Jae-yoon como Kim Jae-young (ep. #12).
- Lee Si-eon como Bang Sung-jae (ep. #16).
- Chun Young-min como Fan de Woo Ji-won's.
- Choi Deok-moon como el padre de Sam Cheon-po.